# Nosema bombycis
Nosema bombycis es un hongo (microsporidio) que parasita al gusano de seda (Bombyx mori). Louis Pasteur descubrió que la enfermedad conocida como pebrina, que había puesto en riesgo la producción europea de seda. Ataca a las larvas (L1 a L5). Produce una mancha negra (núcleos de los microsporídios) o huevos con puntos negros. 
Contaminación:
- transovárica: las polillas madre transmiten la enfermedad a sus huevos.
- infección oral: los gusanos consumen material contaminado. Las esporas se transmiten en la oviposición.

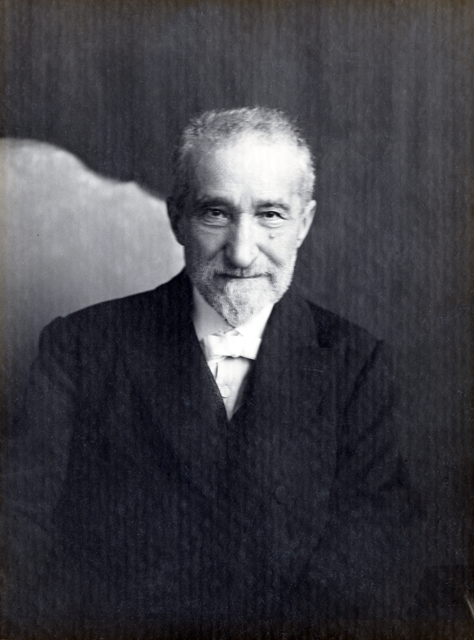
El naturalista y sericicultor Giovanni Tranquilli (1827 - 1923) empleó los métodos de Pasteur para combatir la pebrina y obtuvo mediante cruces una variedad de gusano de seda resistente a la enfermedad. Foto: ca. 1920.